# ویترو پونتس
ویترو پونتس (انگلیسی: Vítor Pontes؛ زادهٔ ۱۶ اوت ۱۹۵۸) بازیکن فوتبال اهل پرتغال است.
از باشگاه‌هایی که در آن بازی کرده‌است می‌توان به باشگاه فوتبال لولیتانو، باشگاه فوتبال ویتوریا گیماریش، باشگاه فوتبال لیریا، و باشگاه ورزشی ناسیونال اشاره کرد.